# دروبيتا تورنو سيفيرين

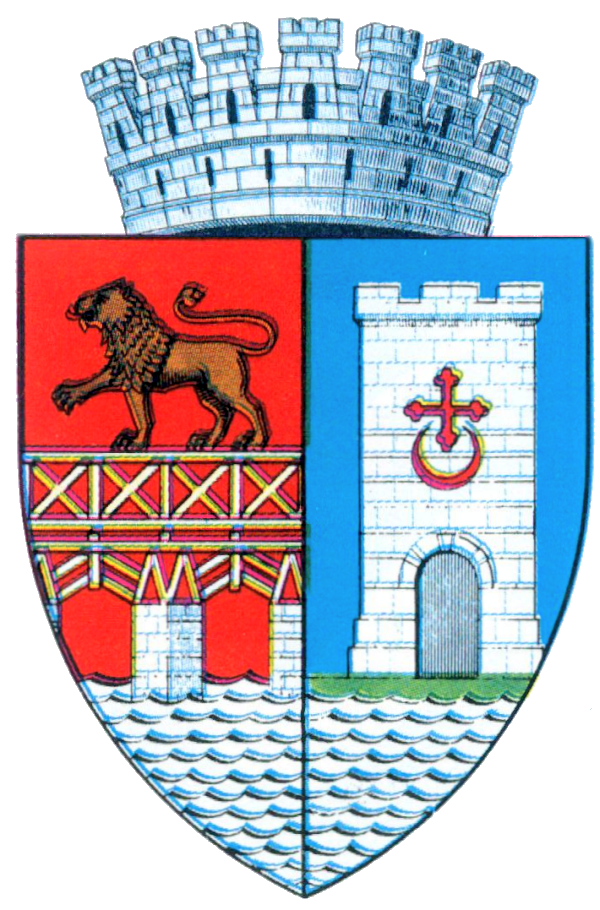
شعار المدينة

دروبيتا تورنو سيفيرين , مدينة في جنوب غربي رومانيا ( بالرومانية: Drobeta Turnu Severin) عاصمة محافظة مهيدينتس (Mehedinţ) تقع على نهر الدانوب كميناء هام. تبعد 353 كم عن العاصمة بوخارست, و 220 كم عن تيميشوارا , عدد السكان 104.557 نسمة (إحصاء 2002م).

## توأمة
لدروبيتا تورنو سيفيرين اتفاقيات توأمة مع:
- أورلي

## أعلام
- دوميترو سيبر
- دوريل ستويكا
- فيرجيل مونتيانو
- ميرل رادوي
- أنيتا بيرفوتس